# Kobylnica
Kobylnica (em cassúbio: Kòbëlnica, em alemão: Kublitz) é uma cidade localizada no norte da Polônia. Pertence à voivodia da Pomerânia, no condado de Słupsk. É a sede da comuna urbano-rural de Kobylnica, diretamente na fronteira com Słupsk.
Estende-se por uma área de 9,95 km², com 4 772 habitantes, segundo o censo de 31 de dezembro de 2024, com uma densidade populacional de 479,6 hab./km².
Kobylnica está localizada na estrada nacional n.º 21 e, a noroeste, na estrada nacional n.º 6. A comunicação com o centro de Słupsk é feita por ônibus de transporte público. O rio Słupia flui pela borda leste de Kobylnica. Há uma escola primária, uma delegacia de polícia, um consultório médico, um escritório municipal, duas agências bancárias, uma igreja do século XVI, uma biblioteca, um ginásio de esportes, o estádio do time local “Słupia Kobylnica”, além de oficinas de artesanato, lojas (industriais, alimentícias, automotivas, químicas) e fábricas. Há uma parada de trem Kobylnica Słupska na cidade.
Na Polônia desde o final da Segunda Guerra Mundial, como parte dos chamados Territórios Recuperados (o chamado Terceiro Distrito Administrativo — Pomerânia Ocidental). Em 25 de setembro de 1945 — como parte do condado de Słupsk — foi confiada à administração da voivodia de Gdansk, após o que, foi anexada à voivodia de Szczecin em 28 de junho de 1946. Em 6 de julho de 1950, a comuna, juntamente com todo o condado de Słupsk, tornou-se parte da recém-criada voivodia de Koszalin. De 1945 a 1954, foi a sede da comuna rural de Kobylnica, de 1954 a 1972, da gromada de Kobylnica e, a partir de 1973, da comuna reativada de Kobylnica. De 1975 a 1998, a cidade pertenceu administrativamente à voivodia de Słupsk. Em 1 de janeiro de 2025, Kobylnica recebeu os direitos de cidade.

## Toponímia
O nome da aldeia, mencionado pela primeira vez em 1315 na forma Koblinitz, tem origem eslava e caráter topográfico. As seguintes hipóteses etimológicas foram apresentadas quanto à sua natureza:
- Nome topográfico derivado do nome comum kobyła “fêmea de qualquer animal grande da floresta” com o afixo -nica,[11]
- Nome topográfico derivado do nome comum kobyła “utensílios de mesa de madeira, obstáculo, chifre” com o afixo -nica.[11]

O nome alemão Kublitz é uma adaptação fonética do nome eslavo original.
O Conselho da Língua Cassúbia propõe a forma cassúbia do nome Kòbëlnica.

## História

### Linha do tempo
- 1315 — Waldemar de Brandemburgo deu a vila como um feudo a Kasimir Svenzo (Święca) e seus descendentes.[13]
- Século XV — a vila pertenceu à duquesa Erdmunt. Mais tarde, uma parte pertenceu aos Puttkamers, a outra aos von Lettons e, depois, toda a propriedade ficou nas mãos da família Puttkamer.
- Anos 1734/1735 — a família Puttkamer vendeu uma parte da propriedade e, a partir de então, essa parte passou a pertencer à propriedade real. Ela começou a ser chamada de Königlich (Real), em oposição a Adlig (Nobre), que permaneceu como propriedade dos Puttkamers.
- 1784 — havia 7 camponeses e 13 casas na parte dos Puttkamers e 23 casas na parte Königlich.
- 1823 — a nova mansão de Wernersbrunn foi inaugurada, com o nome do então proprietário Werner Bogislaw von Puttkamer.
- 1910 — Adlig Kublitz foi fundada e Kobylnica finalmente se tornou uma vila de camponeses.
- 1925 — a divisão em Kobylnica Königlich e Kobylnica Adlig foi abolida.[14]
- 1945 — Kobylnica na Polônia.
- 2023 — primeiros esforços para obter direitos municipais.[15]
- 1 de janeiro de 2025 — obtenção de direitos municipais.[16]

## Monumentos históricos

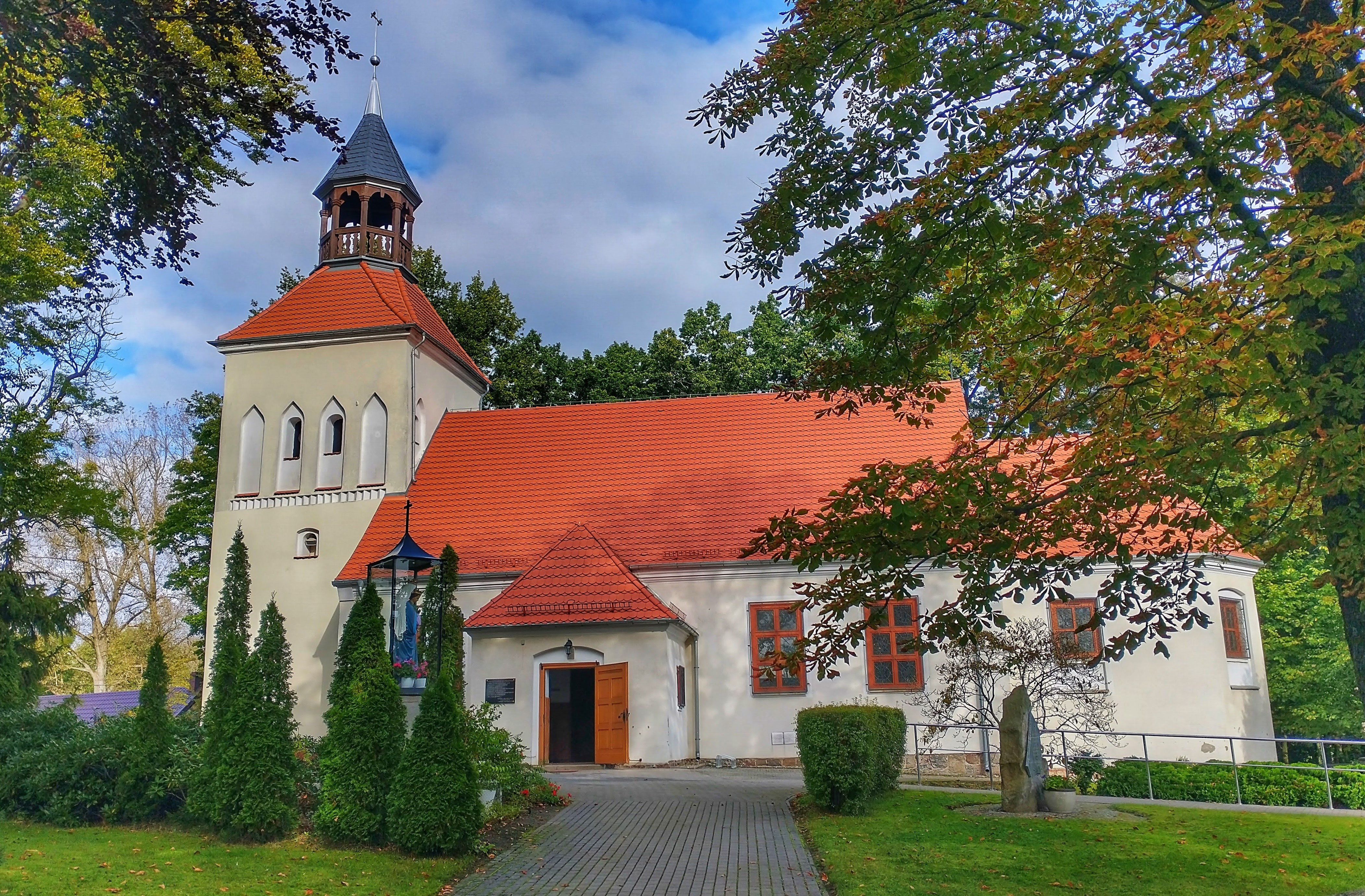
Igreja do Sagrado Coração de Jesus

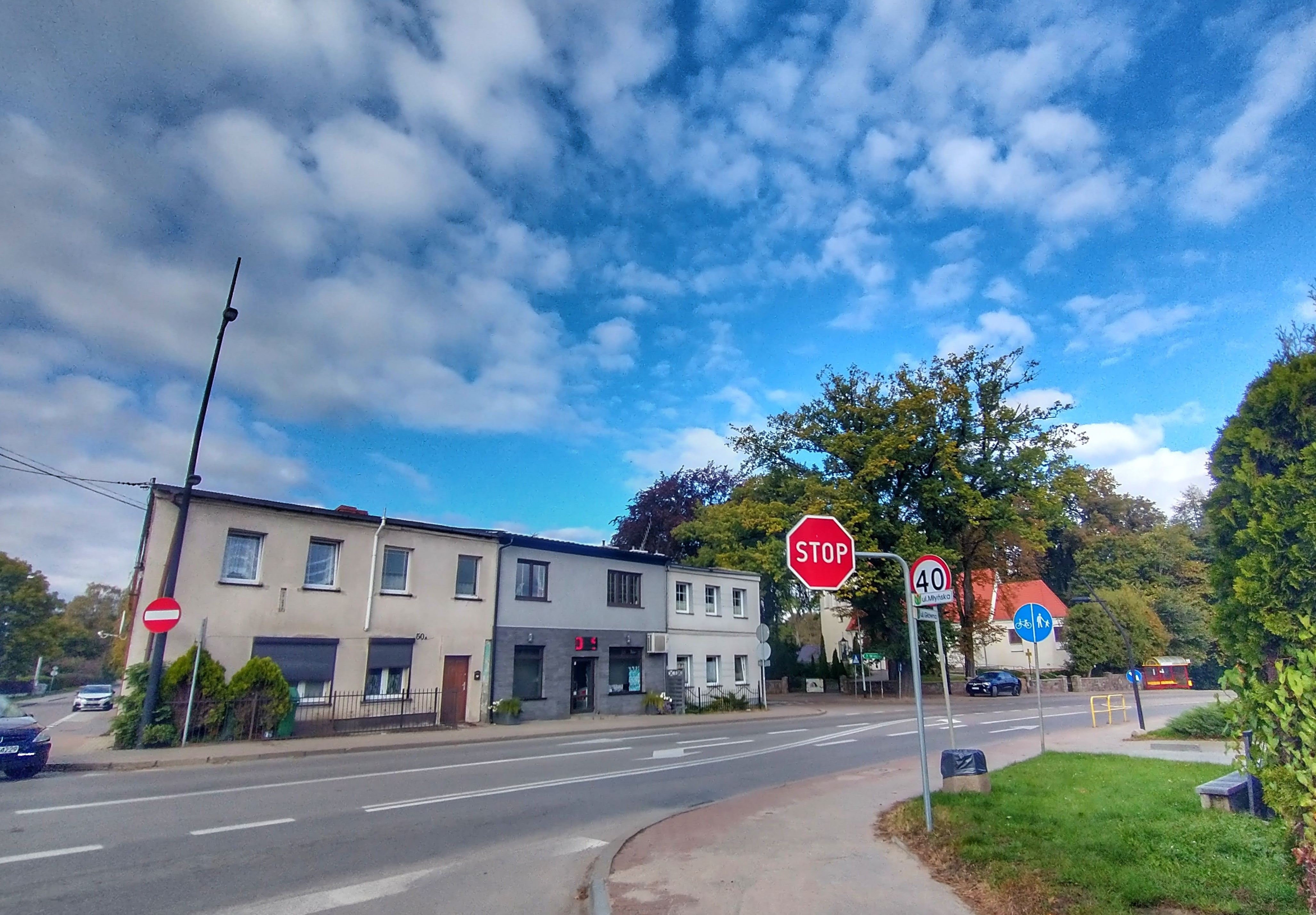
Centro da cidade

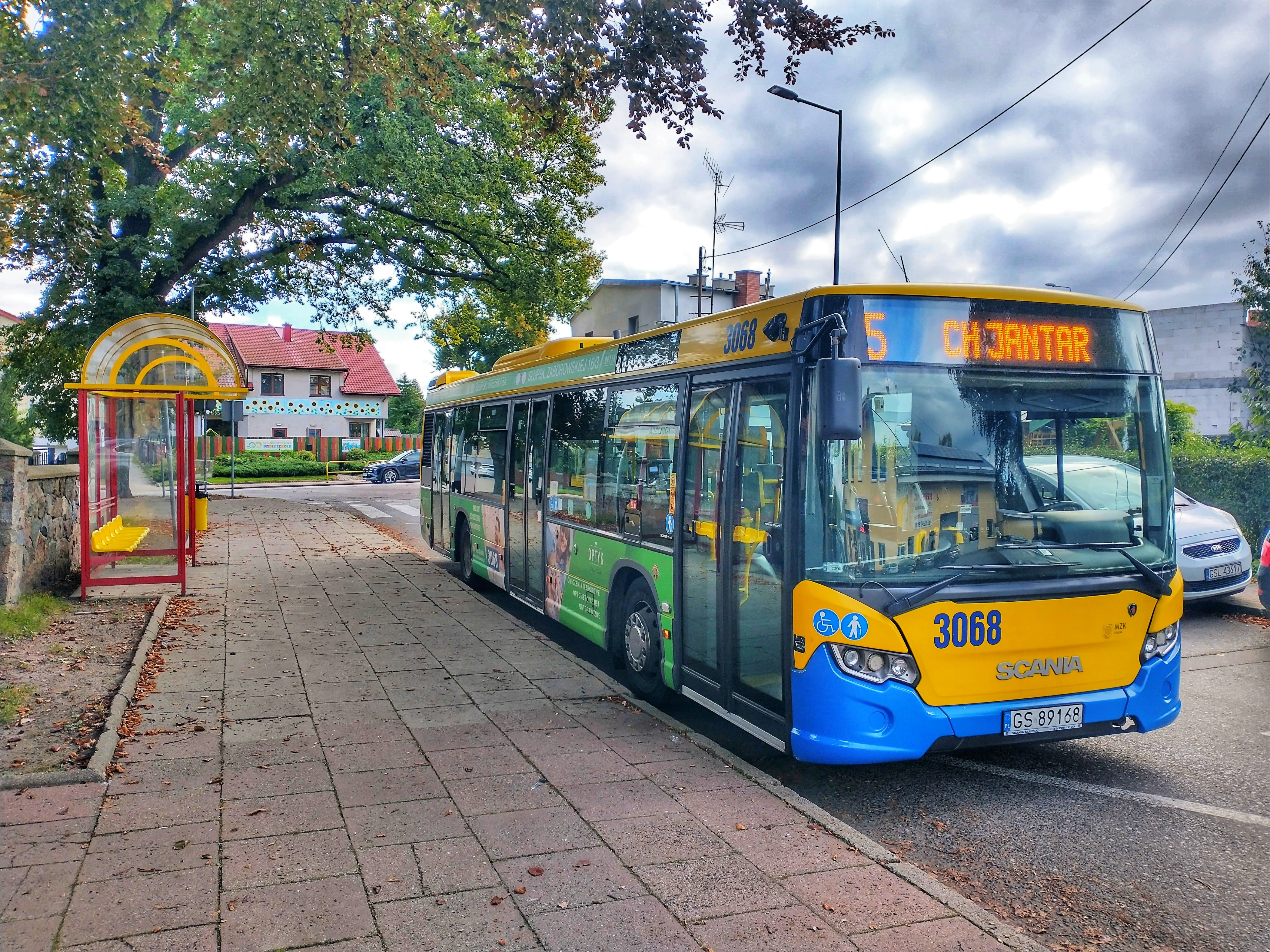
Parada final dos ônibus de Słupsk

- A igreja paroquial pós-norbertina do Sagrado Coração de Jesus. Do antigo edifício medieval, apenas a torre frontal gótica de tijolos do século XIV, decorada com ameias estreitas com arcos de catarata e coberta com uma cúpula barroca encimada por uma lanterna de 1781, sobreviveu.[17] Uma restauração completa da torre foi realizada em 2013 sob a direção do pároco Wojciech Pettke. Construída em 1931, a igreja foi reconstruída várias vezes — séculos XIV, XVI, XIX e XX. Os móveis incluem uma caixa de órgão barroco ricamente entalhada do século XVIII, três altares neobarrocos e um matroneu do coro.
- Ruínas de um moinho de grãos. Foi construído no rio local, o Kamieniec, em meados do século XIX. Foi reconstruído e modernizado no primeiro quarto do século XX. Sua construção é de tijolo (tijolo e pedra) e com estrutura de madeira. O equipamento inclui maquinário da empresa Seck, de Drezno, e uma turbina de 1913. O moinho ainda estava em operação até cerca de 2001. O novo proprietário planejava converter o prédio em uma pousada, mas o moinho foi incendiado em 18 de abril de 2004.
- Residência e prédios de criação de animais com estrutura de madeira/estilo entalhado de meados do século XIX.
- Prédios residenciais de tijolos do final do século XIX e início do século XX.
- Cemitério evangélico da segunda metade do século XIX, fora de uso, localizado entre as ruas Widzińska e Bukowa. Limites preservados da fundação original. Sem lápides. Árvores antigas — abetos, carvalhos, bordo, freixo e uma fileira de faias.
- Cemitério do início do século XX, ativo, localizado na rua Witosa. Limites preservados da fundação original, sem lápides. Árvores antigas — abeto, carvalho, salgueiro, freixo e tuia.
- Cemitério na área ao redor da igreja, em desuso. Não há lápides. Árvores antigas valiosas — castanheiro, faia e abeto.
- Necrotério no cemitério da rua Witosa. Construção de Tijolo do início do século XX. No interior, cruzes de ferro fundido preservadas de lápides anteriores à guerra.

## Esporte
Kobylnica tem ou teve clubes esportivos em várias modalidades:
- Słupia Kobylnica — futebol (seniores e juniores), fundado em 1985. Na temporada 2024/2025 atua na turma distrital, grupo: Słupsk.[18]
- SPS Epigon Słupsk/Kobylnica — voleibol (desativado)
- SSK Adkonis Kobylnica — basquetebol, joga atualmente na 3 Liga polonesa. O time foi fundado em 2015.[19]
- UKS Piast B Kobylnica — voleibol, encerrou suas operações em março de 2024 por autodissolução.

Costumava haver um time de basquetebol em Kobylnica, jogando na 1.ª liga feminina: EKO Energy Hit Kobylnica, mas ele foi dissolvido.

## Disco Hit Festival – Kobylnica
Desde 2011, ocorre o festival de disco polo e dance music da Polônia - Disco Hit Festival - Kobylnica - é organizado em Kwakowo, perto de Kobylnica. Ele apresenta as maiores estrelas da dance music polonesa (Bayer Full, Top One, Boys, Iwan Komarenko, D-Bomb, Playboys) e atrai milhares de fãs de toda a Polônia.